# Alberndorf (Sachsen bei Ansbach)

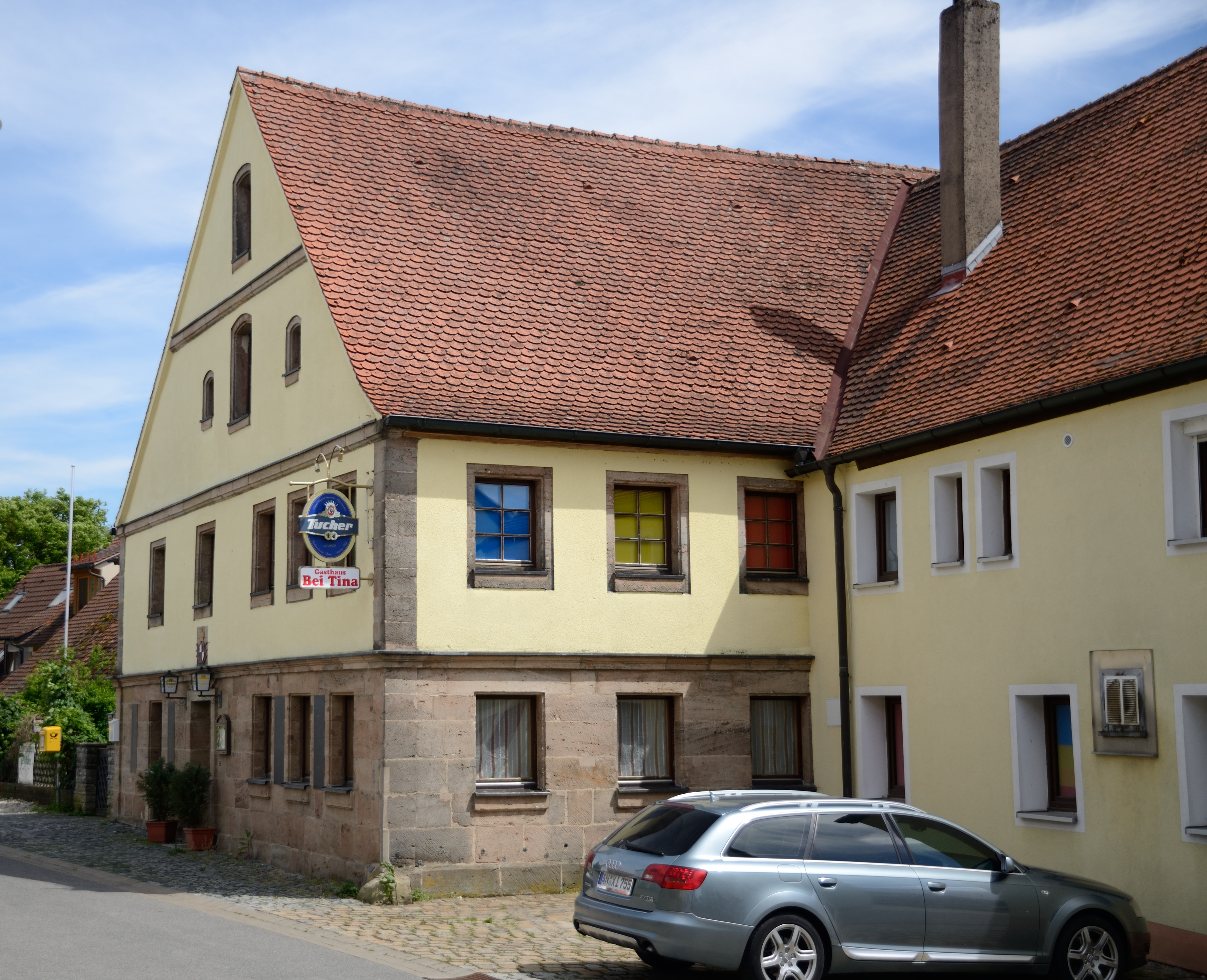
Haus Nr. 6

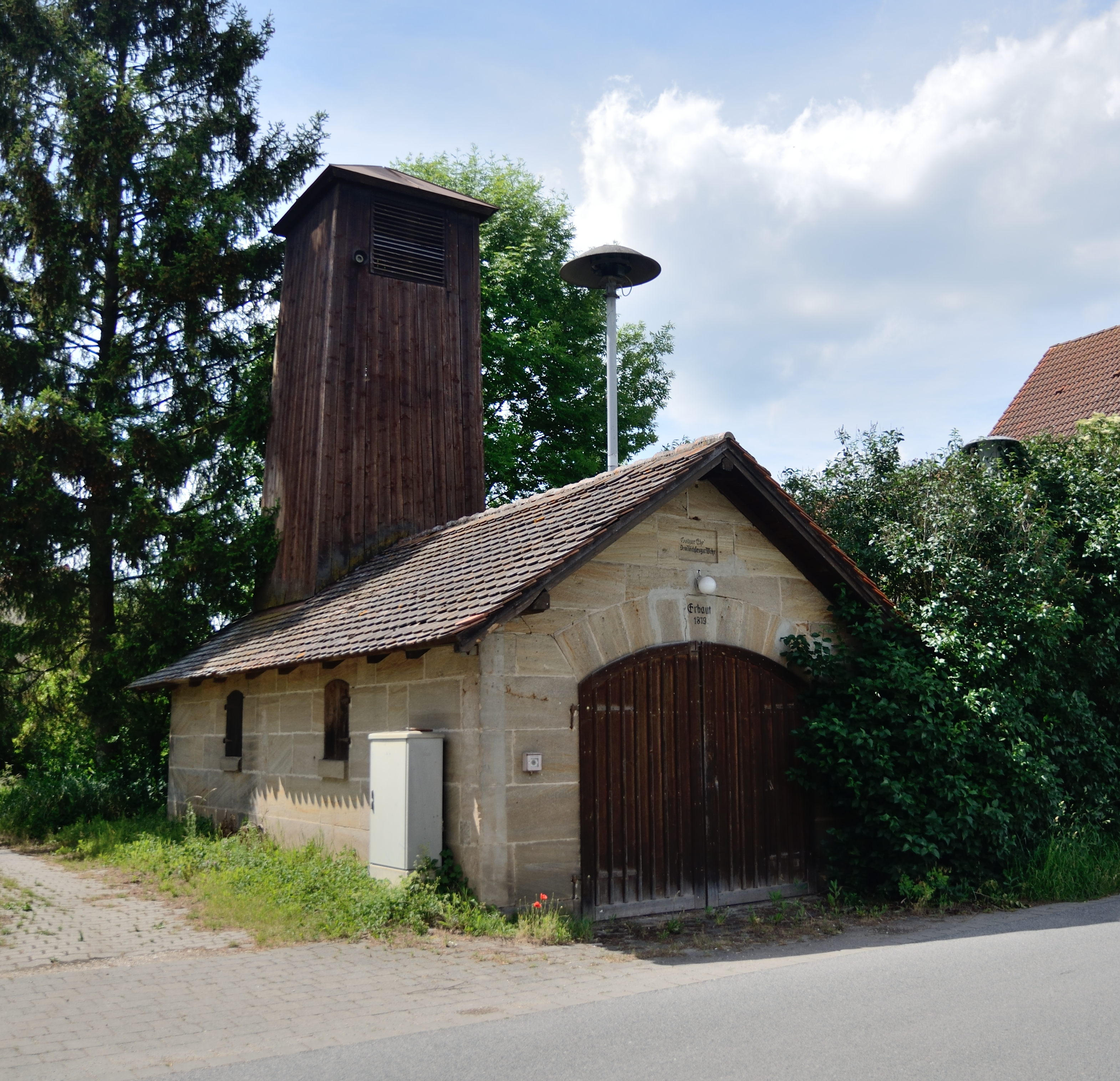
Feuerwehrhaus

Alberndorf (fränkisch: Albean-dorf) ist ein Gemeindeteil der Gemeinde Sachsen bei Ansbach im Landkreis Ansbach (Mittelfranken, Bayern). Die Gemarkung Alberndorf hat eine Fläche von 8,619 km². Sie ist in 1099 Flurstücke aufgeteilt, die eine durchschnittliche Flurstücksfläche von 7842,47 m² haben. In ihr liegen neben dem namensgebenden Ort die Gemeindeteile Büchenmühle, Hirschbronn, Neukirchen und Steinbach.

## Geografie
Unmittelbar südlich des Dorfes fließt die Fränkische Rezat, durch den Ort fließt ein namenloser linker Zufluss der Rezat. Alberndorf bildet mit dem südlich gelegenen Steinbach eine geschlossene Siedlung. Beide Orte haben fortlaufende Hausnummern. Unmittelbar nördlich von Alberndorf verläuft die Staatsstraße 2223, die nach Eyb (3 km westlich) bzw. nach Sachsen führt (1,6 km östlich). Gemeindeverbindungsstraßen führen nach Hirschbronn (1 km nördlich) und nach Steinbach (0,3 km südlich).

## Ortsname
Der Ort wurde 1268 als „Adalberndorf“ erstmals urkundlich erwähnt. Das Bestimmungswort des Ortsnamens ist der Personenname Adalbero. Eine Person dieses Namens ist als Gründer des Ortes anzusehen.

## Geschichte
Alberndorf war ursprünglich eine Einzelhofsiedlung, die in der Ausbauphase der Fränkischen Landnahme entstand. Ursprünglicher Lehnsherr war das Hochstift Würzburg. Wohl im 12. Jahrhundert kam es zu einer Ausgründung am südlichen Rezatufer, die 1210 erstmals als Steinbach bezeichnet wurde. Spätestens ab dem 14. Jahrhundert war die Burggrafschaft Nürnberg Lehnsherr. Im burggräflichen Urbar des Amtes Ansbach (1361/64) wurden für „Albrehttorf“ (und Steinbach) 14 Untertansfamilien verzeichnet. Neben den Burggrafen hatte auch das Kloster Heilsbronn grundherrliche Ansprüche über zwei Güter im Ort. 1268 überließ Abt Rudolf an Burkhard von Eschenbach auf Lebenszeit gegen einen festgesetzten Zins. Im Salbuch der Deutschordenskommende Nürnberg aus dem Jahr 1343 wurden diese zwei Güter als zwei Lehen des Stadtvogteiamtes Eschenbach aufgelistet. 1313 übergab Gottfried von Heideck seinen Hof in Alberndorf dem Gumbertusstift.
1460 überfiel Herzog Ludwig IX. von Bayern und dessen Verbündete den Ansbacher Markgrafen Albrecht Achilles. Dabei plünderte und zerstörte man durch Feuer u. a. Eyb und die benachbarten Dörfer Alberndorf, Grüb, Hirschbronn, Katterbach, Obereichenbach, Pfaffengreuth und Untereichenbach.
Auch während des Dreißigjährigen Kriegs wurde Alberndorf schwer getroffen. 1637 waren vier von den zehn Untertansfamilien tot, die noch lebenden geflohen und der Ort selbst verbrannt und öde. 1669 begann die Neubesiedelung des Ortes.
Im 16-Punkte-Bericht des Oberamtes Ansbach wurden für Alberndorf und Steinbach 19 Mannschaften verzeichnet. Grundherren waren das Hofkastenamt Ansbach (10), das Stiftsamt Ansbach (5), Bürgermeister und Rat zu Ansbach (2) und das Stadtvogteiamt Eschenbach (2). Das Hofkastenamt hatte das Hochgericht und die Dorf- und Gemeindeherrschaft.
Auch gegen Ende des 18. Jahrhunderts bildete Alberndorf mit Steinbach eine Realgemeinde. In Alberndorf gab es neun Anwesen. Das Hochgericht und die Dorf- und Gemeindeherrschaft wurde unverändert vom Hofkastenamt Ansbach ausgeübt. Die grundherrlichen Ansprüche verteilten sich wie folgt: Hofkastenamt Ansbach (1 Hof, 3 Halbhöfe, 1 Söldengut, 1 Leerhaus, 1 Schmiede), Stiftsamt Ansbach (1 Tafernwirtschaft mit Schmiedrecht), Ansbacher Rat, Johannispflege (1 Söldengut). In Alberndorf und Steinbach gab es insgesamt 23 Untertansfamilien, von denen 21 ansbachisch waren. Von 1797 bis 1808 unterstand der Ort dem Justiz- und Kammeramt Ansbach.
Im Jahre 1806 kam Alberndorf an das Königreich Bayern. Im Rahmen des Gemeindeedikts wurde Alberndorf dem 1808 gebildeten Steuerdistrikt Eyb und der 1811 gegründeten Ruralgemeinde Eyb zugeordnet. 1818 stellte Alberndorf einen Antrag auf Bildung einer Ruralgemeinde mit Büchenmühle, Hirschbronn und Steinbach. Dieser wurde jedoch abgelehnt. 1824 wurde erneut ein Antrag gestellt, diesmal auch mit Neukirchen. Es kam auch hier vorerst zur Ablehnung. Am 30. September 1827 schließlich wurde die Bildung der Ruralgemeinde Alberndorf genehmigt, zu der die Orte Büchenmühle, Hirschbronn, Neukirchen und Steinbach gehörten. Die Gemeinde war in Verwaltung und Gerichtsbarkeit dem Landgericht Ansbach zugeordnet und in der Finanzverwaltung dem Rentamt Ansbach (1919 in Finanzamt Ansbach umbenannt). Ab 1862 gehörte Alberndorf zum Bezirksamt Ansbach (1939 in Landkreis Ansbach umbenannt). Die Gerichtsbarkeit blieb bis 1870 beim Landgericht Ansbach, von 1870 bis 1879 war das Stadt- und Landgericht Ansbach zuständig, seit 1880 ist es das Amtsgericht Ansbach. Die Gemeinde hatte 1964 eine Gebietsfläche von 9,213 km². Am 1. Januar 1972 wurde die Gemeinde Alberndorf im Zuge der Gebietsreform in Bayern nach Sachsen eingemeindet.

### Baudenkmäler
- Haus Nr. 4: Türsturz, 1735[25]
- Haus Nr. 6: Portal, Sandstein, bezeichnet 1765, darüber Wappen[25]
- Rezatbrücke zwischen Alberndorf und Steinbach. Quadersteinbau mit gemauertem Bogen. Jahreszahl unleserlich (wohl 17./18. Jahrhundert)[25]

### Bodendenkmäler
In der Gemarkung Alberndorf gibt es sechs Bodendenkmäler.

### Einwohnerentwicklung
Gemeinde Alberndorf
| Jahr      | 1840   | 1852   | 1855   | 1861   | 1867   | 1871   | 1875   | 1880   | 1885   | 1890   | 1895   | 1900   | 1905   | 1910   | 1919   | 1925   | 1933   | 1939   | 1946   | 1950   | 1952   | 1961   | 1970  |
| Einwohner | 367    | 384    | 393    | 379    | 381    | 370    | 388    | 395    | 378    | 346    | 358    | 352    | 366    | 397    | 400    | 412    | 360    | 355    | 498    | 510    | 481    | 467    | 472   |
| Häuser    | 56     |        |        |        |        | 62     |        |        | 70     | 70     |        | 70     |        |        |        | 64     |        |        |        | 69     |        | 87     |       |
| Quelle    | [ 27 ] | [ 28 ] | [ 28 ] | [ 29 ] | [ 30 ] | [ 31 ] | [ 32 ] | [ 33 ] | [ 34 ] | [ 35 ] | [ 28 ] | [ 36 ] | [ 28 ] | [ 37 ] | [ 28 ] | [ 38 ] | [ 28 ] | [ 28 ] | [ 28 ] | [ 39 ] | [ 28 ] | [ 22 ] | [ 1 ] |

Ort Alberndorf
| Jahr      | 001818 | 001840 | 001861 | 001871 | 001885 | 001900 | 001925 | 001950 | 001961 | 001970 | 001987 |
| Einwohner | 66     | 80     | 83     | 84     | 62     | 71     | 88     | 118    | 85     | 119    | 66     |
| Häuser    | 12     | 13     |        |        | 13     | 16     | 13     | 12     | 16     |        | 19     |
| Quelle    | [ 40 ] | [ 27 ] | [ 29 ] | [ 31 ] | [ 34 ] | [ 36 ] | [ 38 ] | [ 39 ] | [ 22 ] | [ 1 ]  | [ 41 ] |

## Religion
Der Ort ist seit der Reformation evangelisch-lutherisch geprägt und nach St. Alban (Sachsen bei Ansbach) gepfarrt. Die Einwohner römisch-katholischer Konfession sind nach St. Ludwig (Ansbach) gepfarrt.